# Guerra de Golub
La guerra de Golub fue una guerra de dos meses de duración entre los Caballeros Teutónicos contra el Reino de Polonia y el Gran Ducado de Lituania en 1422.  Terminó con la firma del Tratado de Melno, que resolvía las disputas territoriales entre los Caballeros y Lituania por Samogitia que se arrastraban desde 1398.

## Antecedentes
La Primera Paz de Thorn de 1411  había puesto fin aparentemente a los conflictos entre las potencias beligerantes de la Guerra Polaco-Lituana-Teutónica, aunque no se determinó la frontera entre Samogita y Prusia. Polonia también disputaba Pomerania, Pomerelia y Culmerland (Tierra de Chełmno).  Cuando fracasaron los numerosos intentos de negociación estalló una breve guerra en el verano de 1414, la guerra del Hambre. Al no poder capturar las fortificaciones de las Ordensburg de los Caballeros, que eran muy sólidas, polacos y lituanos acordaron que mediara el Concilio de Constanza en su disputa. En él se estableció la diócesis Samogitia en Varniai y se nombró a Matías de Trakai como su primer obispo. Sin embargo, no resolvió las disputas territoriales subyacentes cuando finalizó en 1418.
En mayo de 1419 se inició en Gniewków una nueva ronda de negociaciones, con el legado papal Bartolomé Capri, arzobispo de Milán, como mediador, aunque resultó inútil.  La disputa se trasladó entonces a Segismundo, emperador del Sacro Imperio Romano Germánico, para que siguiera mediando. El 6 de enero de 1420, en Wrocław, el emperador dictaminó que la Paz de Thorn era válida y justa.  Esto significaba que Samogitia pertenecería a Lituania mientras viviesen Vytautas el Grande, Gran Duque de Lituania, y Jogaila, Rey de Polonia. Tras su muerte, Samogitia regresaría a los Caballeros Teutónicos.  También se rechazaron otras reivindicaciones territoriales. El emperador concedió a los Caballeros incluso más derechos de los que habían exigido en las negociaciones. Segismundo probablemente esperaba recibir el apoyo de los Caballeros Teutónicos en su guerra contra los husitas, que contaban con el apoyo de Vytautas. Sin embargo, Vytautas y Jogaila se negaron categóricamente a aceptarla. Jogaila apeló sin éxito al papa Papa Martín V. 

## Guerra
En julio de 1422, el emperador Segismundo y los Caballeros Teutónicos dedicaron recursos a una guerra contra los husitas, que atacaron y devastaron grandes zonas de Alemania. El papa pidió medidas enérgicas para «deshacerse de esta plaga». Vytautas y Jogaila aprovecharon la preocupación por la defensa contra las incursiones husitas para atacar Prusia y la Orden. En marzo, el Gran Maestre teutón Michael Küchmeister von Sternberg se vio obligado a dimitir. Su sucesor, Paul von Rusdorf, licenció a la mayoría de los mercenarios contratados y la Orden se quedó con muy pocos soldados para defenderse. 
Las fuerzas conjuntas polacas y lituanas avanzaron hacia el norte hasta Osterode, mientras que las teutonas se retiraron a Löbau. Cuando quedó claro que las máquinas de asedio no llegarían, Jogaila ordenó avanzar hacia la capital fortificada de la Orden, Marienburg. Su ejército capturó Riesenburg y saqueó los pueblos de los alrededores. En dirección sur, hacia la Tierra de Chełmno, los polacos y lituanos capturaron Golub, pero no lograron tomar Schönsee. Jogaila decidió poner fin a la guerra rápidamente, antes de que las abrumadas tropas prusianas de la Orden pudieran recibir los refuerzos del Sacro Imperio Romano Germánico que Paul von Rusdorf había solicitado. 

## Consecuencias
El 17 de septiembre de 1422 se firmó una tregua y la guerra concluyó diez días después con el tratado de Melno. Esto puso fin a las disputas territoriales y a las luchas entre Lituania y los Caballeros Teutónicos. Sin embargo, Polonia reanudó las luchas con la Orden nuevamente entre 1431 y 1435, cuando esta apoyó a Švitrigaila en lugar de al polaco Segismundo Kęstutaitis, sucesor de Vytautas.